# 夏姫

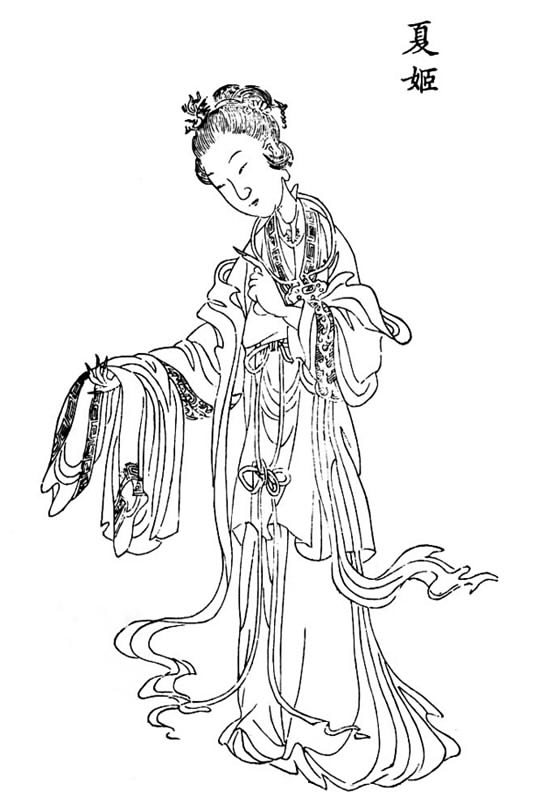
『百美新詠図伝』

夏姫（夏姬、かき、生没年不詳）は、中国の春秋時代の女性。夫の夏御叔の氏と母国である鄭の国姓である姫により夏姫と呼ばれる。
彼女と関わった男性たちに次々と不運が訪れたことで知られ、物語の題材ともなっている。『百美新詠図伝』でも、中国歴朝で最も名高い美人百人に選ばれている。

## 生涯

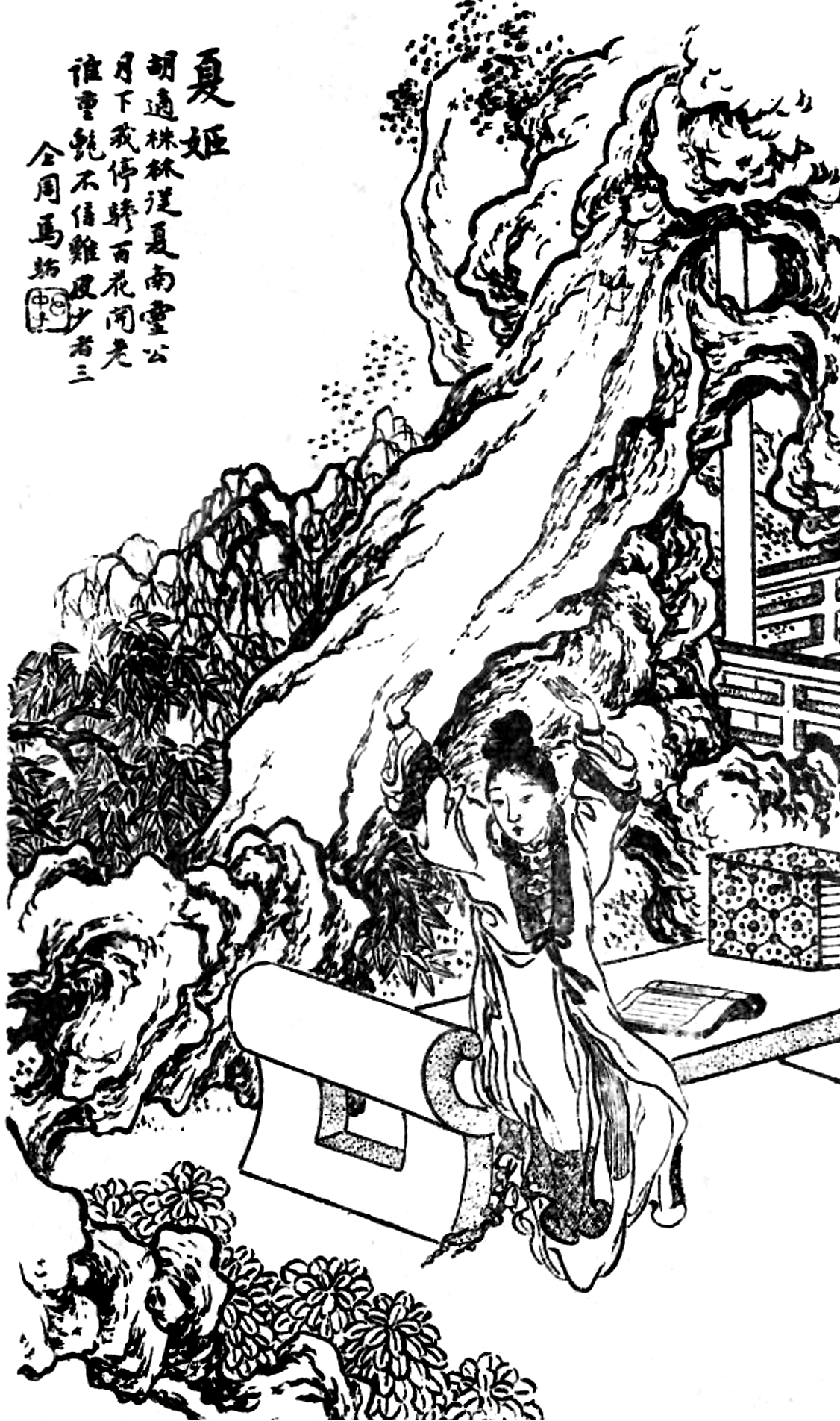
『美人百態畫譜』より

夏姫は鄭の穆公と少妃姚子のあいだの娘として生まれた。子貉の妹にあたる。子蛮を最初の夫としたが、子蛮は夭逝した。子蛮は夏姫の兄であるともいう。夏姫は陳の大夫の夏御叔にとついだ。夏御叔とのあいだに子の夏徴舒（子南）を産んだ。やがて夏御叔は死去した（夏姫が殺したともいう）。
紀元前600年、陳の霊公と陳の大夫の孔寧・儀行父が夏姫と私通した。3人は夏姫の肌着をつけて朝廷でふざけあっていたので、洩冶が霊公を諫めた。霊公がこのことを孔寧・儀行父に告げると、孔寧・儀行父は洩冶を殺すように願い出た。霊公が止めないでいると、孔寧・儀行父は洩冶を殺害した。
紀元前599年、陳の霊公と孔寧・儀行父は夏氏のところで飲酒した。霊公が儀行父に「夏徴舒はおまえに似ている」と告げると、儀行父は「我が君にも似ております」と答えた。夏徴舒はこのことに激怒し、霊公が外出するところを厩から弓を射て殺害した。孔寧・儀行父は楚に亡命した。
紀元前598年10月、楚の荘王が夏徴舒の乱を理由に陳に侵攻した。楚軍は陳に入城し、夏徴舒を殺害して、その遺体を栗門で車裂にした。荘王は陳を滅ぼして楚の県として編入したが、申叔時の諫めをいれて、晋に亡命していた陳の太子の嬀午を迎え、陳を復国させた。
楚が陳の夏徴舒を滅ぼすと、荘王は夏姫を後宮に入れようとした。申公巫臣が「色を貪るのを淫といい、淫は大罰を受けるものです」といって王を諫めたので、荘王は取りやめた。また子反（公子側）が彼女を取ろうとしたので、巫臣は「これは不祥の人です」といって引き止めた。荘王は夏姫を連尹の襄老にとつがせたが、襄老が邲の戦いで戦死し、その遺体が回収できなかったため、襄老の子の黒要が彼女と通じた。巫臣は自分が妻に迎えるので故郷の鄭に帰るようにと、夏姫に伝えた。さらに巫臣はひそかに鄭に使者を送って、襄老の遺体を取り戻せるから夏姫に帰郷させるようにと、鄭に言わせた。荘王がこの案件を巫臣に諮問すると、巫臣は楚が人質としている晋の智罃と晋が人質としている楚の公子穀臣の身柄を晋が交換したがっており、公子穀臣に襄老の遺体をつけて返還する話を鄭に仲介させているのだと解説した。荘王はそこで夏姫の帰国を許した。巫臣は鄭から夏姫を妻に迎える手筈をつけ、鄭の襄公もこれを許した。楚の共王が即位し、紀元前589年の陽橋の戦いに先だって、巫臣は斉への使者として立った。巫臣は鄭に立ち寄ると、夏姫を迎えて、ともに斉に逃れようとした。しかし斉は鞍の戦いで敗れたばかりだったために取りやめ、郤至と連絡して晋に亡命した。巫臣は晋により邢の大夫とされた。
楚の子重（公子嬰斉）と子反は巫臣に恨みを抱いており、巫臣の一族の子閻・子蕩と清尹弗忌と襄老の子の黒要を殺害した。巫臣は子重と子反を奔命に疲れさせて死なそうと決意した。巫臣は晋と呉のあいだを連絡して、両国の通交を開かせた。紀元前584年以降、呉は楚に侵攻しはじめた。子重と子反は1年に7度も戦いに駆けずりまわることとなった。
夏姫は巫臣とのあいだに娘を産み、この娘は羊舌肸（叔向）の妻となった。

## 夏姫をめぐる異説
『国語』は、楚が陳の夏徴舒を滅ぼした後、楚の荘王は夏姫を申公巫臣に妻として与えようとしたといい、『春秋左氏伝』と異なる経緯を記している。
清華簡『繋年』には、夏姫は「少［孔皿］」という呼称で現れている。これによると、彼女は夏徴舒の母ではなく、妻であるとされる。楚の荘王が陳に侵攻したさいに、申公屈巫（巫臣）が秦から援軍を得た功績に報いるため、少［孔皿］は屈巫に与えられるはずであったが、連尹襄老がこれを争い奪ってしまった。襄老が河灉で捕虜となると、襄老の子の黒要が彼女を妻とした。黒要が死去すると、司馬子反と屈巫が彼女を争ったが、結局屈巫が彼女を妻としてしまったという。

## 夏姫の評価
古くは『詩経』が「淫なるか夏姫」と謡っている。『列女伝』は「そのすがたかたちは美しいこと比類なく、男性を籠絡する手管を持っていた」とし、「このような人は閨のことばかり考えて誠実さがなく、色にふけって命を落とすことを知らない」といって非難している。『春秋左伝正義』は「子蛮や御叔は自ら短命で死んだのみで、ふたつの事を夏姫の罪とする理由はない」と擁護している。山崎純一は「劉向は、この巫臣の復讐譚をきりすてて譚を構成し、賢者巫臣を楚の叛逆者たらしめず、痴愛の女の魔性に、ついに悲劇にひきずりこまれた、不運の人として描ききったのである」と書き、『列女伝』の記述の恣意性を指摘している。宮城谷昌光は「巫臣を夏姫に遭わせたのは天であり、天が夏姫の心の清純さを哀れんだとしかいいようがない」と同情を示している。

## 夏姫を題材とした作品
- 宮城谷昌光『夏姫春秋』（文藝春秋）
- 駒田信二『夏姫物語』（徳間文庫）
- 中島敦『妖氛録』
- 海音寺潮五郎 『中国妖艶伝』 (文春文庫)